# スタンリー・ボールドウィン
ビュードリーの初代ボールドウィン伯爵スタンリー・ボールドウィン（英: Stanley Baldwin, 1st Earl Baldwin of Bewdley, KG, PC, PC, JP, FRS、1867年8月3日 - 1947年12月14日）は、イギリスの政治家、実業家、貴族。
保守党に所属し、挙国一致内閣や保守党政権下で大臣職を歴任した後、1923年にボナー・ローの退任で代わって保守党党首となり、3度にわたって首相を務めた（在任期間 第1次内閣：1923年 - 1924年、第2次内閣：1924年 - 1929年、第3次内閣：1935年 - 1937年）。第1次・第2次内閣は保守党単独政権、第3次内閣は挙国一致内閣だった。第3次内閣の前身となる1931年から1935年にかけてのマクドナルド挙国一致内閣においても重要閣僚だった。1937年に辞職し、ネヴィル・チェンバレンが代わって首相・保守党党首となった。首相退任直後にビュードリーのボールドウィン伯爵に叙され、連合王国貴族に列した。

## 概要
1867年に中規模の鋳鉄業者の息子として生まれた。ケンブリッジ大学トリニティ・カレッジで学んだ後、
父の会社に入社（→生い立ち）。
1908年2月に父が死去し、父が議席を持っていたビュードリー選挙区から保守党庶民院議員となる（→政界入り）。1917年にロイド・ジョージ挙国一致内閣で財務担当政務次官、1921年から商務庁長官に就任。しかし大連立解消に主導的役割を果たした（→ロイド・ジョージ挙国一致内閣下）。
1922年にボナー・ローを首相とする保守党単独政権が誕生すると財務大臣に就任し、アメリカと一次大戦の戦債についての交渉にあたった（→ボナー・ロー内閣財務大臣）。
1923年5月にボナー・ローが病気退任した後、代わって首相に就任した。帝国特恵関税制度の導入を目指し、1923年12月にそれを争点とした総選挙を行ったが、保護貿易への反発から保守党の議席を大きく減らし、1924年1月の新議会で不信任案が決議されて辞職に追い込まれた（→第1次ボールドウィン内閣）。
1924年1月に成立した初の労働党政権の第1次マクドナルド内閣に対してはソ連との国交やキャンベル事件をめぐって批判を強め、10月に総選挙に追い込んだ。選挙戦中に発覚したジノヴィエフ書簡事件を利用して労働党とソ連の関係を批判し、総選挙に大勝した（→第1次マクドナルド内閣に対する野党期）。
1924年11月に第2次内閣を組閣。1925年4月に財相チャーチルの主導で金本位制復帰を行ったが、石炭業界の海外販路への大打撃となり、給料削減により1926年のゼネストを誘発した。強硬姿勢をもってゼネストの鎮圧にあたり、労働組合会議を全面降伏に追い込んだ。外交面では外相A.チェンバレンの主導で1925年にロカルノ条約、1928年に不戦条約を締結して緊張緩和に努めた。1926年10月から11月にかけては帝国会議を主催し、バルフォア報告書を発表した。しかし1929年5月の総選挙で労働党に敗れたため、下野を余儀なくされた（→第2次ボールドウィン内閣）。
1929年6月に成立した労働党政権の第2次マクドナルド内閣は、同年10月末の世界大恐慌により失業手当カットを巡って閣内・党内分裂。緊縮政策を取るマクドナルドは労働党主流派と袂を分かち、ボールドウィンは国王ジョージ5世の仲介もあってマクドナルドに協力することを決意した（→第2次マクドナルド内閣に対する野党期）。1931年8月に成立したマクドナルド挙国一致内閣に枢密院議長として入閣。マクドナルドの下で1931年10月の総選挙に臨み、保守党を中心とする挙国政府派が大勝した。1932年7月から8月にかけての大英帝国経済会議にイギリス政府代表として出席し、同年2月に英国議会で可決されていた帝国特恵関税制度を自治領諸国に認めさせた（→マクドナルド挙国一致内閣枢密院議長）。
1935年6月7日にマクドナルドが病気退任し、代わって挙国一致内閣の首相に就任した。11月に総選挙に及び、議席を減らすも多数派を維持した。ナチス政権下のドイツに対しては宥和政策を取り、ドイツ軍のラインラント進駐やスペイン内戦に対する軍事介入を回避した。1936年12月にはウォリス・シンプソンとの恋愛問題をめぐって国王エドワード8世に退位を迫った。1937年5月にネヴィル・チェンバレンに後事を託して首相を退任した（→第3次ボールドウィン内閣）。
首相退任直後の1937年6月に連合王国貴族爵位ビュードリーのボールドウィン伯爵に叙され、貴族院議員となる。1947年に死去した（→晩年）。

## 経歴

### 生い立ち
1867年8月3日、イングランド・ウスターシャー・ビュードリーで鋳鉄業者アルフレッド・ボールドウィンとその妻ルイーザ・ボールドウィン（旧姓マクドナルド）（Louisa Macdonald）の間の一人息子として生まれた。
後にボールドウィンは「私はイングランドの片田舎に取り残された鉄工場の最後の一つがあるウスターシャーの中心で成長した」と表現している。彼はディズレーリと同じく産業革命に取り残された田園風景や生活を愛した。
ハーロー校とケンブリッジ大学のトリニティ・カレッジで学ぶ。
1888年9月、21歳で父が経営する「E.P&W.ボールドウィン会社」に入社。父の企業は大企業というわけではなく、世紀初めの頃には150人の従業員しかなく、1914年にようやく500人に増えた。この会社は古臭い温情主義で経営されており、経営者と労働者の対話の時間がとられ、ボールドウィンも労働者をファーストネームで覚えたという。彼は保守党党首になった後もこの方式を保守党議員団に対して行い、平議員たちに親しげに話したという。

### 政界入り

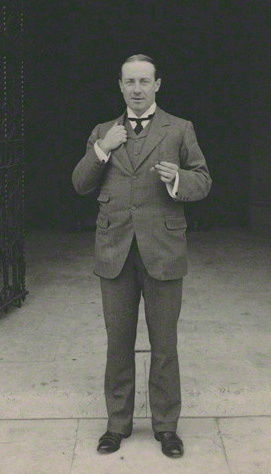
1909年のスタンリー・ボールドウィン

1900年にはウスターシャー州議会議員となる。地方議員としては平凡だったという。
1906年1月の総選挙でキンダーミンスター選挙区から保守党候補として庶民院議員に立候補するも落選した。1908年2月に父が死去すると父が議席をもっていたビュードリー選挙区から立候補した。自由党が候補を立てなかったため、無投票で当選して保守党所属の庶民院議員となった。
政界に入って以来、自由党政権が続いており、ボールドウィンは野党議員として過ごしたが、第一次世界大戦までの6年間に5回しか議会で演説していないような目立たない陣笠議員だった。
一次大戦中の1915年5月にアスキス内閣は全政党が大連立する挙国一致内閣となった。ボールドウィンは当初から大連立に否定的で、1916年3月にはアスキス内閣に代わって保守党党首ボナー・ローを首班とする保守党内閣の創設を企てたが、失敗に終わっている。

### ロイド・ジョージ挙国一致内閣下（1916年-1922年）
1917年には財務大臣だったボナー・ローの推挙で自由党のロイド・ジョージを首相とする挙国一致内閣の財務担当政務次官に就任。1921年まで務めた。この人事はボールドウィンの亡父に対するボナー・ローの友情からだったという。
ついで1921年4月から商務庁長官に就任した。商務庁長官としてのボールドウィンは実業界から人気があり、「彼らはボールドウィンを自分たちの仲間であるかのように思っていた」という。またロイド・ジョージによればボールドウィンは閣議でめったに発言をしなかったという。
しかし1921年に入った頃には大連立内閣の首相ロイド・ジョージへの保守党内の不満は相当程度に高まっていた。ボールドウィンもロイド・ジョージのことを「一つの政党を略奪し、他の政党を騙す邪悪な仲介者」「自分と閣僚の間に主人と召使という封建的関係を設定する独裁者」「このような人物は小人物であり、全ての大問題を自分で解決し、自分の名前を歴史に留めようとする人なのである。しかし議会の構造はそのような野心に都合が悪い。万事は政党によって処理されなければならず、道具として政党を利用する個人によってなされてはならない」と論じ、大連立政権がいつまでも続けば議会政治が危機に陥ると考えるようになった。
また彼はロイド・ジョージが総選挙に打って出るのを恐れていた。ロイド・ジョージが自由党と保守党内の連立維持派を合同させて新党を作る恐れがあったためである。
1922年10月19日、カールトン・クラブで保守党下院議員274名が出席する保守党議員総会が開かれた。ボールドウィンは「ロイド・ジョージはダイナミックな力を有している。私の考えではこの事実から困難な事態が起きている。ダイナミックな力は恐るべきものである。これは諸君を破壊するかもしれない。またダイナミックな力は必ずしも正しくはない」としたうえで自由党が破壊されたのはロイド・ジョージのダイナミックの力と比類のないパーソナリティに由来しているとし、「私は早晩これと同じ事態が我が党にも生じるであろうと確信している。」「過去4年間保守党の一派が絶望を感じて連立内閣から離脱したことを私はすでに見ているのである。私は現在の自由党と保守党の連携が続くなら、またもしこの大会が、それを継続させることに同意するなら、諸君はより多くの人々が離れていくのを見ることになるだろう。私はこのような過程が必然的に進行し、やがては伝統ある保守党が粉砕され、破壊されてしまうであろうと信じる」と演説し、大連立継続に反対を表明した。
ボールドウィンはこの演説で将来の保守党を担う人物であると印象付けることに成功したという。結局この大会で「本保守党議員総会は保守党が選挙に際して独自の指導者と綱領を有する独自の政党として戦う意思を有するものであることを証明する」という決議が賛成185票、反対88票で可決されたことでロイド・ジョージは総辞職し、ボナー・ローが保守党単独政権を組閣することになった。

### ボナー・ロー内閣財務大臣（1922年-1923年）

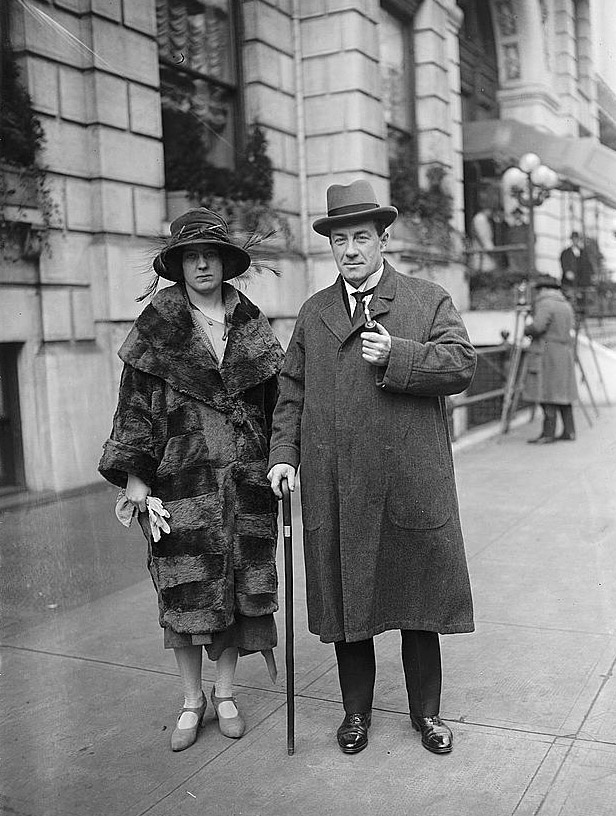
1923年1月5日、ボールドウィンと彼の娘

ボナー・ロー内閣において彼は財務大臣に就任した。
1923年1月31日にはアメリカ合衆国と交渉をまとめ、対米戦債9億8000万ポンド、平均利子率3.3%で62年間にわたって支払うことを取り決めた。
1923年5月にボナー・ローの病気が悪化し、同月20日に首相を退任。国王ジョージ5世は後任の首相を選ばねばならなくなった。候補は二人考えられた。一人はボールドウィン、もう一人は外務大臣の初代カーゾン侯爵ジョージ・カーゾンである。家柄や政治経験の面ではカーゾン侯の方が圧倒的に上だが、カーゾン侯は庶民院議員ではなく貴族院議員であり、しかも反民主的な貴族主義者で知られていた。一方平民出身の庶民院議員ボールドウィンは庶民院保守党陣笠議員の支持を集めており、シティの金融資本家や貿易業界からも信頼されていた。
ボールドウィンの支持者である庶民院議員ジョン・デイヴィッドソンによって書かれた「政府重職に占める貴族の数が多すぎて庶民院で反発が起こっている」「カーゾンを支持する保守党庶民院議員は50人もいないであろう」という内容の手紙が国王個人秘書初代スタムフォーダム男爵アーサー・ビッグを通じて国王ジョージ5世に手交された（ただしスタムフォーダム卿自身はカーゾン侯の支持者でカーゾン侯に組閣の大命を与えるべきことを国王に助言している）。また国王から助言を求められたバルフォアも「首相職は庶民院に残しておくべき」と奉答した。
そのため結局国王はボールドウィンに組閣の大命を与えることを決意した。

### 第1次ボールドウィン内閣（1923年-1924年）

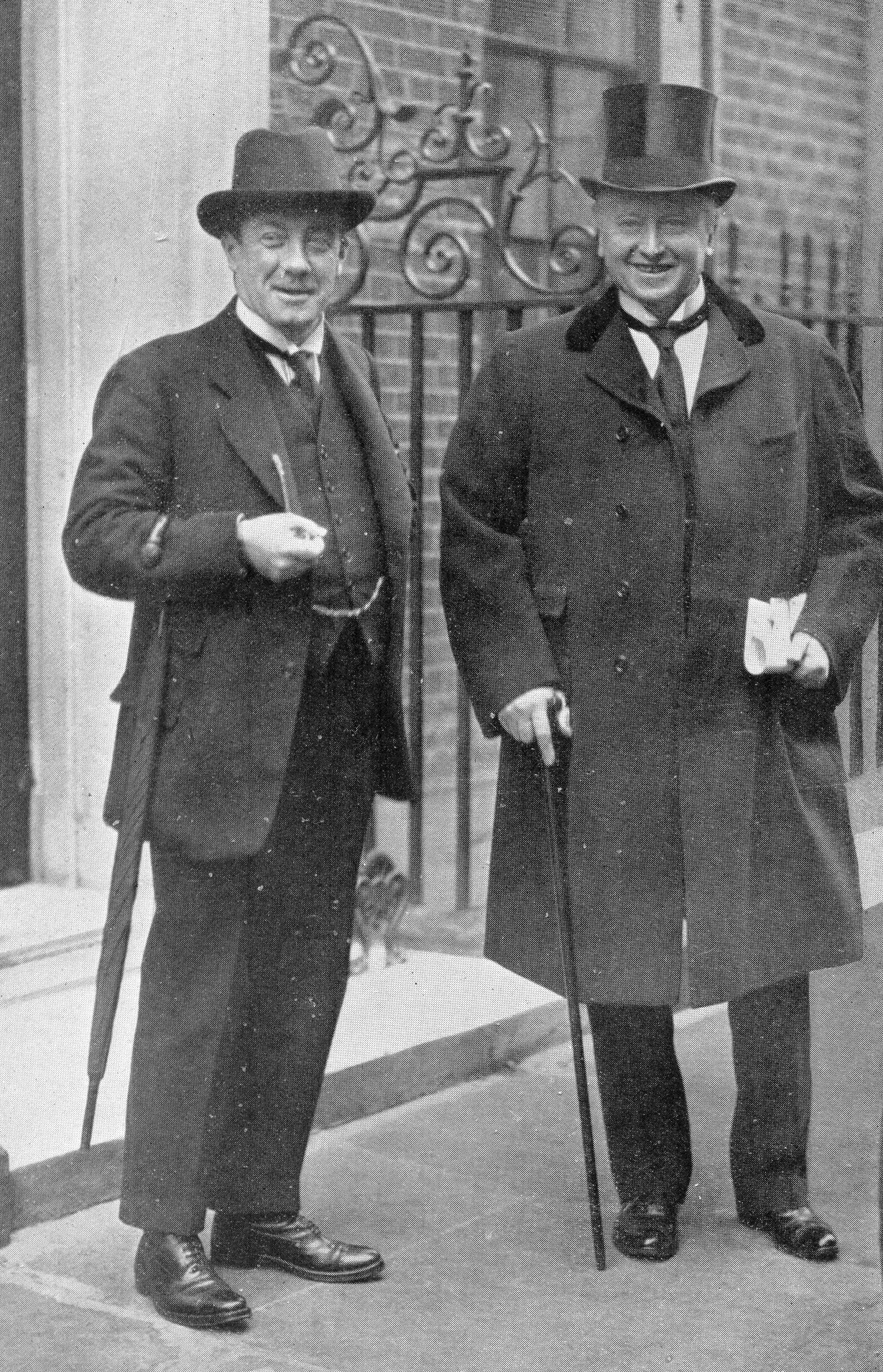
1924年1月、首相ボールドウィンと外相初代カーゾン侯爵ジョージ・カーゾン

1923年5月22日に国王に召集されて組閣の大命を受けた。
1923年は戦間期を通じて就職できない労働人口10%（「手におえない100万人」と呼ばれた）が大量に発生した時期だった。ボールドウィンは失業者救済の核心部分は英国産業の保護にあると信じた。もともとボールドウィンは1903年以来ジョゼフ・チェンバレンの帝国特恵関税制度（保護貿易的な関税改革論）の支持者だった。
ボールドウィンは11月2日にマンチェスターの自由貿易ホールで次の6条件による帝国特恵関税制度を提唱した。「(1)失業の増大の原因となっている外国製品の輸入を特に考慮して外国製品に輸入関税を課すこと、(2)自治領に特恵関税を与えること、(3)輸入小麦または輸入食肉には関税を課さないこと、(4)農業振興のために最善の方法を検討すること、(5)老齢、疾病、失業の保険を充実すること、(6)『我が版図、我が帝国』を発展させること」である。
ボールドウィンは当初これのために解散総選挙する意思はなかったが、ロイド・ジョージが保護貿易に転向し、かつての大連立支持者オースティン・チェンバレンらと「中央党」を形成するという噂が流れた。ロイド・ジョージ自身は保護貿易主義者に転向したという噂を否定したが、ボールドウィンはその情報に確信を持っており、ロイド・ジョージを倒さねばオースティン・チェンバレンらとともに保守党を把握すると懸念し、唯一の方法は関税問題を前面に押し出して総選挙することだと考えた。
11月12日には国王に拝謁して解散総選挙を求め、11月13日には庶民院で解散を行う旨を声明した。
帝国特恵関税制度を選挙の争点としつつ、庶民の不安を高めないよう食料には関税を課さないことを強調して訴えたが、その訴えは有権者から広く信じられなかった。自由党と労働党は保護貿易によって食糧費が高くなるという恐怖感を煽り、結局「高いパンか安いパンか」が争点の総選挙となった。
12月6日に選挙結果が判明し、保守党は前回議席から87議席失う257議席となり、一方野党の労働党は191議席、自由党は151議席をそれぞれ獲得した。保守党政府は過半数を失う形となったが、自由党の出方が不透明だったのですぐには総辞職せず、新議会を招集した。
しかし1924年1月21日の庶民院において労働党議員ジョン・ロバート・クラインス提出の政府不信任決議案が自由党の賛成も得て72票差で可決された。そのため1月22日にボールドウィンは辞職し、ラムゼイ・マクドナルドを首相とする史上初めての労働党政権が発足することとなった。

### 第1次マクドナルド内閣に対する野党期（1924年）
1924年1月にマクドナルドに政権を譲った後、ボールドウィンは野党党首になった。ボールドウィンは労働党の漸進的な社会改良主義と共産主義は分けて考えており、労働党を全否定はしていなかった。特に首相マクドナルドの外交観はボールドウィンとそれほど差はなかったため、ボールドウィンはマクドナルドに信頼感を持っていた。そのことについて国王側近の初代スタンフォーダム男爵アーサー・ビッゲは、「ボールドウィンは首相マクドナルドを好み、信頼している。彼はしばしば首相と興味のある話をしていた。彼は首相が共産主義に対して冷静に断固として反対するであろうと考えていた」と評している。
ところが、マクドナルド労働党政権は、1924年2月にソ連と外交関係を樹立し、4月14日から対ソ一般条約締結を目的とした交渉をロンドンで開始した。8月5日まで続いたこの交渉自体はイギリス人財産賠償問題を巡って決裂したのだが、その直後に労働党左派議員が非公式に調停者になってイギリスとソ連の仲立ちをして8月8日には対ソ一般条約が締結された。
保守党や自由党はこの条約に強く反発した。労働党左派議員が政府に圧力を加えて無理やり調印させたこと、さらにこの条約によりイギリス金融市場でソ連の募集する債権を政府が保証しなければならなくなるためだった。ボールドウィンも労働党左派議員が外交問題に介入したことに憤った。
さらにグレートブリテン共産党のジョン・ロス・キャンベルが『ワーカーズ・ウィークリー』で兵士に労働者を撃たないよう呼びかけたが、法務総裁パトリック・ヘイスティングスはこれが1797年反乱扇動罪に該当するとみなし、キャンベルを起訴したが、労働党左派議員たちがこの起訴に反発し、ヘイスティングスが起訴を取り消すというキャンベル事件も発生した。この事件をめぐってもボールドウィンは労働党左派議員が司法に圧力をかけて不当に起訴を取り消させたと考え、労働党左派を強く批判した。
ボールドウィンは10月2日のニューキャッスルの演説において「労働党は過激主義者によって服従させられている」と断じ、ロシア条約を批判した。
10月8日の議会では自由党のアスキスから「自由党はロシア条約に反対し、キャンベル起訴問題に関する特別調査委員会の設置を要求する」との動議が提出され、保守党もこれに賛成したことで可決された。これに対してマクドナルドは解散総選挙に打って出た。
総選挙でもボールドウィンは労働党が過激主義者に支配されていること、失業問題に失敗したことを訴えた。この総選挙では保護関税をスローガンにするのは避けた。選挙戦中の10月24日にジノヴィエフ書簡事件が発生した。これはコミンテルン議長グリゴリー・ジノヴィエフが9月15日付けでグレートブリテン共産党に送ったとされる「資本家とブルジョワの妨害のせいで未だ条約批准が行われていないので労働者は批准獲得闘争を起こし、イギリスの現体制を崩壊させ、軍隊を解体させるべきである」旨の書簡であり、『タイムズ』紙がこの書簡とそれに対する英国外務省の抗議文を掲載したことで問題化した事件である。
この事件により労働党はイギリス労働者とソ連を結合させ、それによってイギリスで革命を起こそうとしている政党だという印象が一般に広まった。ボールドウィンと保守党も労働党とソ連の繋がりを徹底的に批判し、保守党の「安定」、労働党の「赤」のイメージの増幅に努めた。
その結果、10月29日の選挙結果は、保守党412議席、労働党151議席、自由党40議席という結果に終わった。この結果、再びボールドウィン保守党内閣に政権交代されることとなった。
ボールドウィンは「近い将来自由党は消滅し、左右両党の二大政党の時代（「保守党」対「労働党」の時代）になると思われるが、労働党から共産主義者は排除されなければならない」と述べた。

### 第2次ボールドウィン内閣（1924年-1929年）

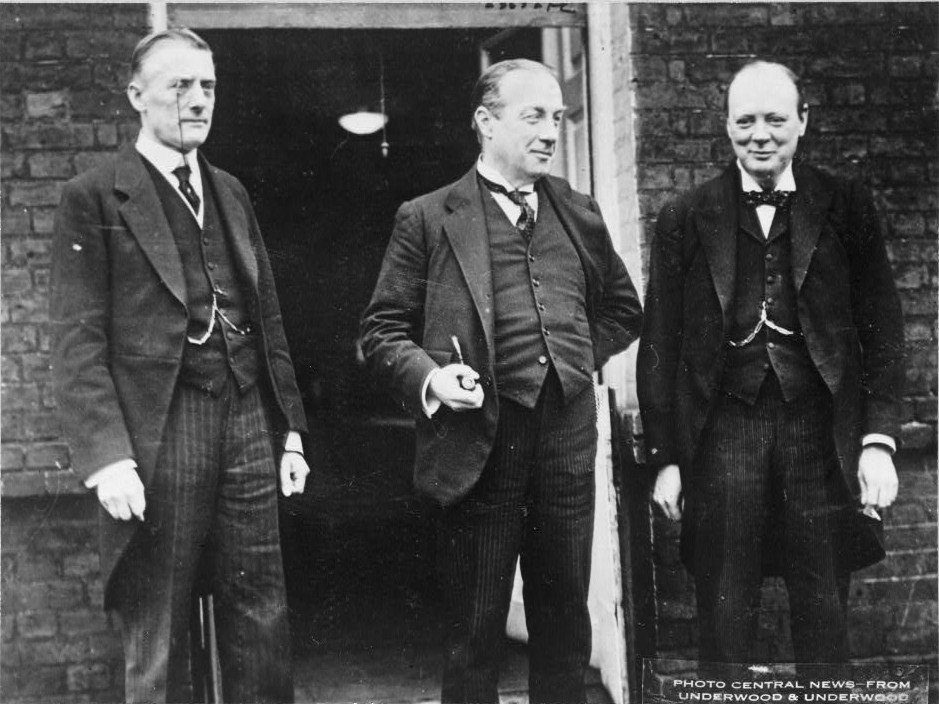
第2次ボールドウィン内閣の顔触れ、チェンバレン外相、ボールドウィン首相、チャーチル蔵相。

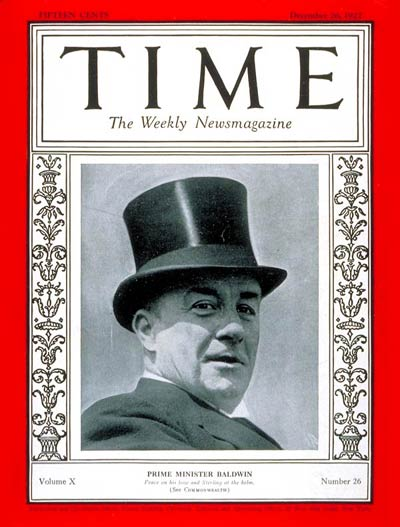
1927年の『タイム』誌の表紙を飾ったボールドウィン

1924年11月4日にボールドウィンは国王ジョージ5世に召集され、再度の組閣の大命を受けた。第2次ボールドウィン内閣を組閣することになった。

#### 1926年のゼネストの鎮圧
第一次世界大戦後、イギリス石炭業は石炭輸出市場の喪失で不況に陥った。1923年1月のフランス軍・ベルギー軍のルール占領でドイツの石炭輸出が激減したことで一時的に好況を迎えたものの、同年11月に両軍が撤退すると再びイギリスの石炭輸出は激減。坑夫の失業者が増加した（1923年のその失業率は2.9%だったが、1924年6月には17.5%に急増している）。
1925年4月には財務大臣ウィンストン・チャーチルの主導で戦前レートによる金本位制復帰が行われたが、これはポンドの過大評価であり、これにより石炭輸出価格が沸騰し、石炭の海外販路はさらに大打撃を受けた。その結果、坑夫の失業率は急速に増大した。この苦難に炭坑資本家は経営の合理化によって乗り切ろうとし、1925年6月30日と7月1日に坑夫連盟に対して従来の最低賃金と7時間労働制を破棄するとともに、13%から48%までの幅のある賃金切り下げを行うことを通告した。これに坑夫連盟は反発し、炭坑資本家への対決姿勢を示した。賃金低下が他産業にも波及することを恐れた他産業労働者にも反発が広がり、労働組合会議も鉱夫連盟と連帯することを表明し、7月31日深夜以降石炭輸送を全国的にストップすることを決定した。これによりゼネストの危機が生じた。
ボールドウィンはこの威嚇を恐れ、自由党の政治家ハーバート・サミュエルを石炭業に関する王立委員会を設置することを発表した。その審議の間は、坑夫の賃金と労働時間は据え置き、それによって生じる石炭業の赤字は国が補助金で補填することを約した。坑夫連盟もこの政府の提案を受諾したので、ひとまずゼネストの危機は回避された。労働運動側はこれを勝利とみなし、7月31日を「赤い金曜日」と呼んだ。
しかしボールドウィンは労働組合勢力の言い分を受け入れるつもりはなく、この一時沈静化の間を利用して反撃の準備を行った。近い将来予想される労働組合との全面衝突に備え、資源の備蓄、スト破り要因の配置、都市近くに軍隊を駐屯などを着実に進めた。
そして1926年3月に王立委員会は石炭業国有化を拒否し、補助金は打ち切り、賃金切り下げ方針の報告書を発表した。炭坑労働者が反発し、再び全面対決の姿勢を示した。政府と妥協を模索していた右派を含む労働組合会議指導部も5月1日からのゼネストを宣言した。それでも指導部右派は交渉による望みをかけていたが、5月3日にボールドウィン政府は『デイリー・メール』紙の植字工が政府のゼネスト批判の文を掲載しなかったことを理由として交渉を拒否した。5月4日からゼネストが開始され、ゼネスト参加者は280万人に達し、英国の経済活動はあらゆる場所で麻痺した（1926年イギリス・ゼネラルストライキ）。
ボールドウィンと資本家側は労働組合会議の右派や穏健派の切り崩しを図り、サミュエルは交渉の覚書を組合側に提出した。全国賃金局の設立や補助金延長を謳っていたが、賃金切り下げ方針が盛り込まれており、炭坑労働者は反発。しかし労働組合会議指導部は交渉に入ることを決断し、5月12日にゼネスト中止を指令した。炭坑労働者はその後も孤立して闘争を続けたが、結局は賃金切り下げと労働時間延長を認めることになった。
1927年7月には同情ストの非合法化や政党への寄金規制を定めた労働争議及び労働組合法を制定して労働組合の弱体化を図った。これ以降英国社会は労使協調主義による生産拡大追及が顕著となっていく。

#### 外交
第一次世界大戦後のイギリス政府の基本的な外交方針は敗戦国ドイツのこれ以上の弱体化を防ぎ、ドイツに強硬な姿勢を取り続けるフランスの動きを監視することでヨーロッパの勢力均衡を回復させることにあった。これは保守党政権でも第1次労働党政権でも維持された外交観であり、第2次ボールドウィン内閣においても維持された。
その帰結が1925年12月に締結されたロカルノ条約だった。ロカルノ条約は外相オースティン・チェンバレンの主導で、ドイツ・フランス・イタリア・ベルギーとの間に締結され、西ヨーロッパの国境維持、相互不可侵、ラインラント現状維持を内容としている。さらにボールドウィン内閣は1926年にドイツの国際連盟加盟と常任理事国就任も支持した。これによりヨーロッパの勢力均衡を回復させることに成功したが、これをきっかけに1920年代後半にはイギリスのヨーロッパへの関心は薄れていった。
他方ソ連と労働党政権の条約を批判して政権に付いた第2次ボールドウィン内閣はソ連との関係は悪化せざるを得ず、1927年5月に国交断絶に至っている。しかし1928年8月にはロカルノ条約締結国の他、アメリカや日本、ソ連なども含めた15か国との間にケロッグ＝ブリアン条約（不戦条約）を締結した。

#### 帝国政策

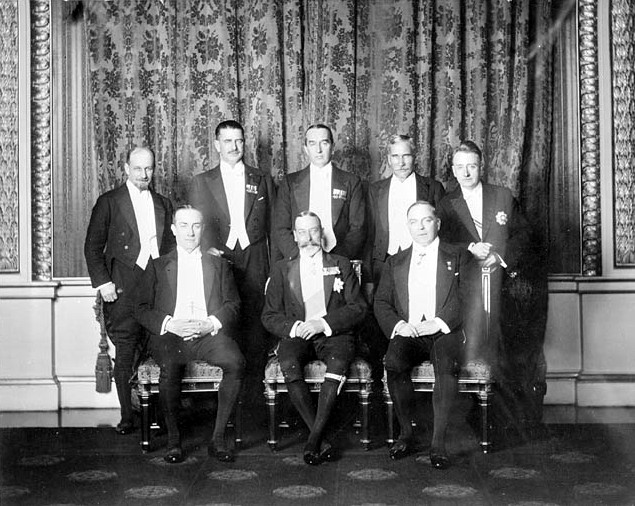
1926年11月4日の帝国会議。
前列左から英首相ボールドウィン、国王ジョージ5世、カナダ首相W,マッケンジー・キング。後列左からニューファンドランド首相W.S,モンロー、ニュージーランド首相G.コーツ、オーストラリア首相S.ブルース、南アフリカ首相J.B.M.ヘルツォーク、アイルランド行政評議会議長W.コスグレイヴ

1920年代後半のイギリス外交はヨーロッパへの関心を失っていたが、帝国政策は熱心だった。
第一次世界大戦後、イギリスは国際連盟からの委任統治領という形で旧敵国の領地を獲得した結果、大英帝国の版図は過去最大となっていた。しかし一次大戦がきっかけとなり、帝国内諸地域の自立の動きやナショナリズムの台頭が起こり、これにいかに対処し、帝国における自国の支配権を維持するかが労働党政権を含めて歴代イギリス政府の課題となっていた。
1926年10月から11月にかけて帝国会議を開催し、「（自治領は）大英帝国の中における独立したコミュニティであって、平等な地位を有し、内外政いかなる面においても一国が他国に従属する関係にない」と規定するバルフォア報告書を発表。これは1931年のウェストミンスター憲章によって確認されるイギリス連邦体制の原型となる物だった。自治領（特にカナダ、南アフリカ連邦、アイルランド自由国）の独立機運をなだめつつ、「王冠への忠誠」のもとに自治領諸国を結び付け、英国の「大国」の地位を保障する大英帝国を維持しようという意図があった。

#### 1929年の総選挙に敗北
ボールドウィン内閣は1928年7月に男女平等選挙権を認める第五次選挙法改正を行ったが、これによって新たに選挙権を得た人々の登録が行われるまでは総選挙はできないとして解散総選挙を避けていた。しかし結局1929年5月30日には総選挙が行われることになった。
選挙戦でボールドウィンは「安全第一」(Safety First)のスローガンを採用した。このスローガンには途方もない実験をしようとしている労働党よりも安全な保守党に任せるべきという意味が込められていた。特に選挙戦の前半、ボールドウィンは労働党攻撃を中心に行い、3月27日のマンチェスターでの演説は、労働党の国有化方針を「国有化は低賃金、生活水準の低下、失業の増大を招く」「企業精神を殺す」「イギリスの官吏は世界一優秀であるが、彼らの訓練や立場では、企業を管理しえない」と論じて批判した。しかし労働党攻撃宣伝があまり奏功していないと見ると帝国維持をスローガンに切り替え、国民感情に訴えかけることを目指した。ボールドウィンは5月24日のハイド・パークでの演説で「自治領国民は、それら自身の政府によって統治されている。我らは自治領と平等な立場で自由な関係を維持しているが、我らは王への共通の忠誠で統一されている。この方式での統一が我らの力となっている。それは奉仕の紐帯である。我らは物質的繁栄のみならず、全世界の平和促進、交通の発展のために団結して協力しているのである」と論じた。
一方労働党はボールドウィン内閣が対ソ外交関係を断絶させたせいでソ連という原料供給地、商品市場が失われ、その結果失業が増大していると論じ、1927年の労働争議及び労働組合法が労働組合のゼネスト権を奪ったと批判した。
全体として保守党の争点が曖昧だったのに対し、労働党の争点は分かりやすく、結果5月30日の選挙は、保守党260議席、労働党287議席、自由党59議席という結果に終わった。この敗北で再びボールドウィン率いる保守党は下野することになり、マクドナルド労働党政権が発足した。

### 第2次マクドナルド内閣に対する野党期（1929年-1931年）
1929年6月4日に労働党政権の第2次マクドナルド内閣が発足したが、同年10月末にはアメリカ・ウォール街の株式暴落に端を発する世界恐慌が発生。イギリスでも大量の失業者が発生した。マクドナルド内閣は失業者救済のために公共事業拡大策を打ち出したが、野党党首ボールドウィンはそれに反対し、失業対策は保護貿易しかないと主張。この主張はやがて自由党内の保護貿易支持派（特にジョン・サイモン）にも支持を広げていった。
労働党政府が恐慌に有効な手を打ち出せない中、1931年5月にはオーストリアのクレディト・アンシュタルトが破産。これをきっかけに金融恐慌がイギリスを襲い、1931年半ばから金と外国為替の外国への急激な引き揚げが発生した。アメリカやフランスからの金融的援助は、緊縮の実施を条件とされたため、マクドナルド政府は緊縮政策に傾いていかざるを得なくなり、失業手当のカットが行われた。しかし失業が深刻化する中での失業手当カットは労働党を支える労働組合からの激しい反発を招き、労働党内は緊縮派のマクドナルド派と反緊縮派のアーサー・ヘンダーソン派に分裂した。
さらに1930年末から1931年にかけて補欠選挙が相次いだが、いずれの選挙でも保守党が票を急増させていた。そのためマクドナルド首相は労働党単独政権を続ける自信をすっかり喪失しており、ヘンダーソンら労働党主流派は切り捨てて保守党と連携する必要があるとの思いを強めた。
下野以来ボールドウィンが目指していたのは大連立ではなく、保守党による政権だった。彼にはかつてロイド・ジョージ挙国一致内閣を潰した経緯もあったので再度の挙国一致内閣は避けたいという思いも強かった。しかし挙国一致内閣に前向きなネヴィル・チェンバレンに説得され翻意した。8月23日に国王ジョージ5世に引見され「マクドナルドの下での挙国一致内閣に参加し、国に仕える覚悟はあるか」との下問を受けたたボールドウィンは「現在の危機にあたって国に奉仕するためにどのようなことでも行う用意があります」と奉答している。
8月22日と23日の閣議は完全に分裂し、マクドナルドは内閣の統一が保持できないとして8月24日に総辞職。同日、宮廷でボールドウィンとマクドナルドとサミュエル(自由党党首)による三党会談がもたれた。国王の仲介によりボールドウィンとサミュエルはマクドナルドが組織する挙国一致内閣に参加することを了承した。この際にボールドウィンは首相の地位を要求せず、閣僚についても10人中4人を保守党とするだけで了解した。
労働党内ではマクドナルドら挙国派がヘンダーソンらと袂を分かって挙国一致内閣を組織し（労働党は大連立反対派が主流であり、マクドナルドらは事実上除名された形であった）、挙国派労働党と保守党と自由党による大連立政権が誕生することになった。

### マクドナルド挙国一致内閣枢密院議長（1931年-1935年）

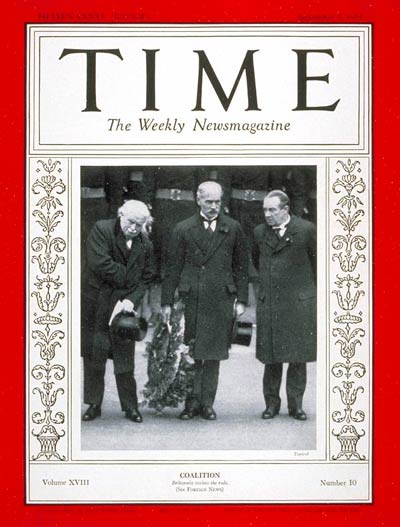
1931年9月7日の『タイム』誌の表紙。左からロイド・ジョージ、マクドナルド、ボールドウィン

1931年8月24日にマクドナルド挙国一致内閣が組閣された。ボールドウィンは同内閣に枢密院議長として入閣した。ボールドウィンが首相ではなかったとはいえ、挙国一致内閣の実質的な主導権は保守党が握っていた。挙国一致内閣は、ただちに大幅な緊縮財政と金流出を防ぐための金本位停止を庶民院で可決させている。1932年から1933年には王璽尚書も兼務した。

#### 1931年の総選挙
9月28日の閣議で保守党閣僚は関税改革を争点とした総選挙を要求。しかし労働党・自由党出身閣僚はこれに反対した。ボールドウィンは各政党は争点の上で自由行動をとってもよいという妥協案を考えだし、翌日の閣議でチェンバレンが「関税改革は選挙後の新内閣によって考慮されるという条件で選挙では自由行動をとる」という妥協案で具体化。各政党間の折衝が行われたのち、10月5日に各党自由に選挙綱領を発表することが決定された。
マクドナルド挙国一致内閣のもとで総選挙に臨むことになったボールドウィンは、これまでのような労働党攻撃よりも「健全な、明確な、名誉ある財政」「安全第一」といった保守党の安定性を売りにするスローガンを掲げた。10月20日のリーズでの演説では「結局、基本的争点は何であるか。それは社会主義でもないし、個人主義でもない。また自由貿易でも保護貿易でもない。それは次のようなところにある。諸君の財産、食料、雇用に損害を与えることなく、国民を指導する大政党から選ばれた政府に、この国の運命を、諸君が委任しえるか否かということである」と述べた。
10月27日の選挙の結果、挙国政府陣営は521人を当選させ、野党（ヘンダーソン率いる労働党52議席、サミュエル率いる独立自由党37議席）に大きく差をつけた。

#### 帝国特恵関税制度
1932年7月から8月にかけての大英帝国経済会議(オタワ会議)にイギリス政府代表として財務大臣チェンバレンらを伴って出席した。1932年2月にチェンバレンの主導で成立していた帝国特恵関税制度を帝国諸政府に納得させる目的だった。帝国よりアメリカとの通商を強化したいカナダ首相リチャード・ベッドフォード・ベネットが最も難色を示したが、ボールドウィンがカナダ産の卵、家禽、バター、チーズその他乳製品の対英輸出に引き続き三年間無税とする譲歩をして説得にあたった。また食肉関税をめぐってボールドウィンとオーストラリア首相スタンリー・ブルースの間で論争になったが、ボールドウィンが提案した割当制をブルースが承認したことでこれも解決した。8月20日にはオタワ協定が成立し、帝国特恵関税制度は実現を見た。1846年に自由貿易を採用して以来、86年ぶりの関税改革となった。

### 第3次ボールドウィン内閣（1935年-1937年）
1935年6月7日に健康を害したマクドナルドが辞職し、ボールドウィンが代わって挙国一致内閣の首相となった（第3次ボールドウィン内閣）。彼は首相に返り咲いた後も挙国一致内閣を解消しようとはしなかった。政府が挙国一致であるという事実（あるいは虚構）によって、自由党の抵抗分子を抑え込むことができたためである。

内政では、1936年に義務教育を修了する年齢の引き上げ、首都のスラム街一掃を実施するなどの成果をあげた。一方で同年5月、閣僚のジェームズ・ヘンリー・トマス植民地相が予算審議前に友人に情報漏洩していたことが判り、トマスが辞任に追い込まれる不祥事に見舞われた。

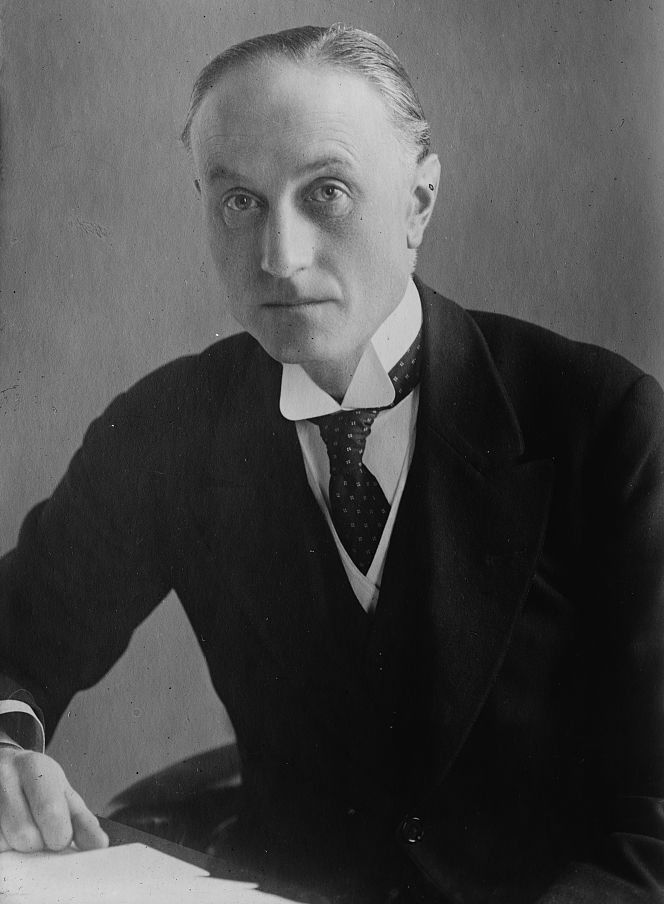
サー・サミュエル・ホーア（英語版）外相。イタリアに有利な第2次エチオピア戦争の調停案をマスコミにリークされて世論の批判を買い、辞任に追い込まれた。
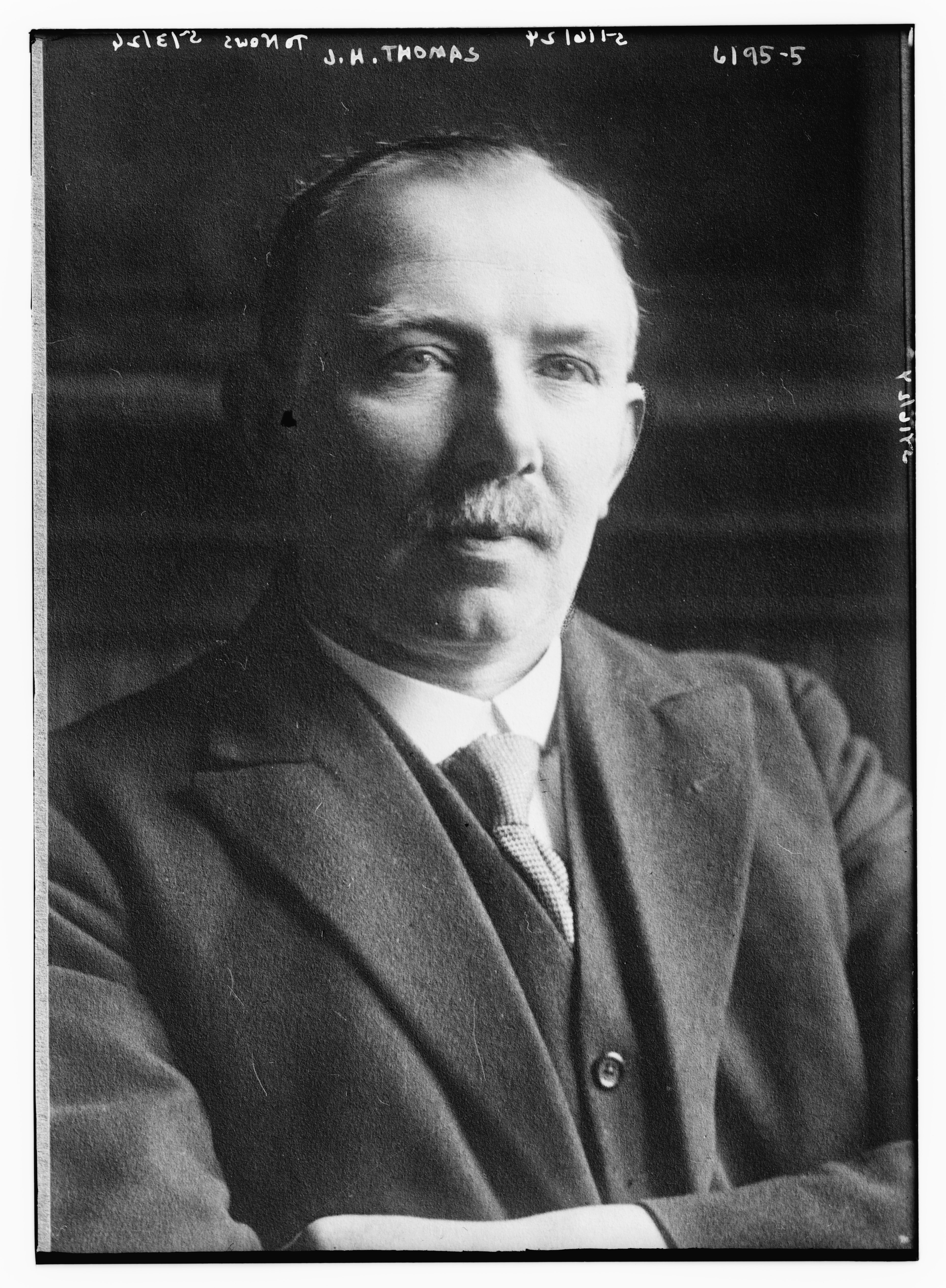
ジェームズ・ヘンリー・トマス植民地相。予算案の内容を審議前に知人に漏らしていたことが発覚し、辞任に追い込まれた。

#### 1935年総選挙と第二次エチオピア戦争

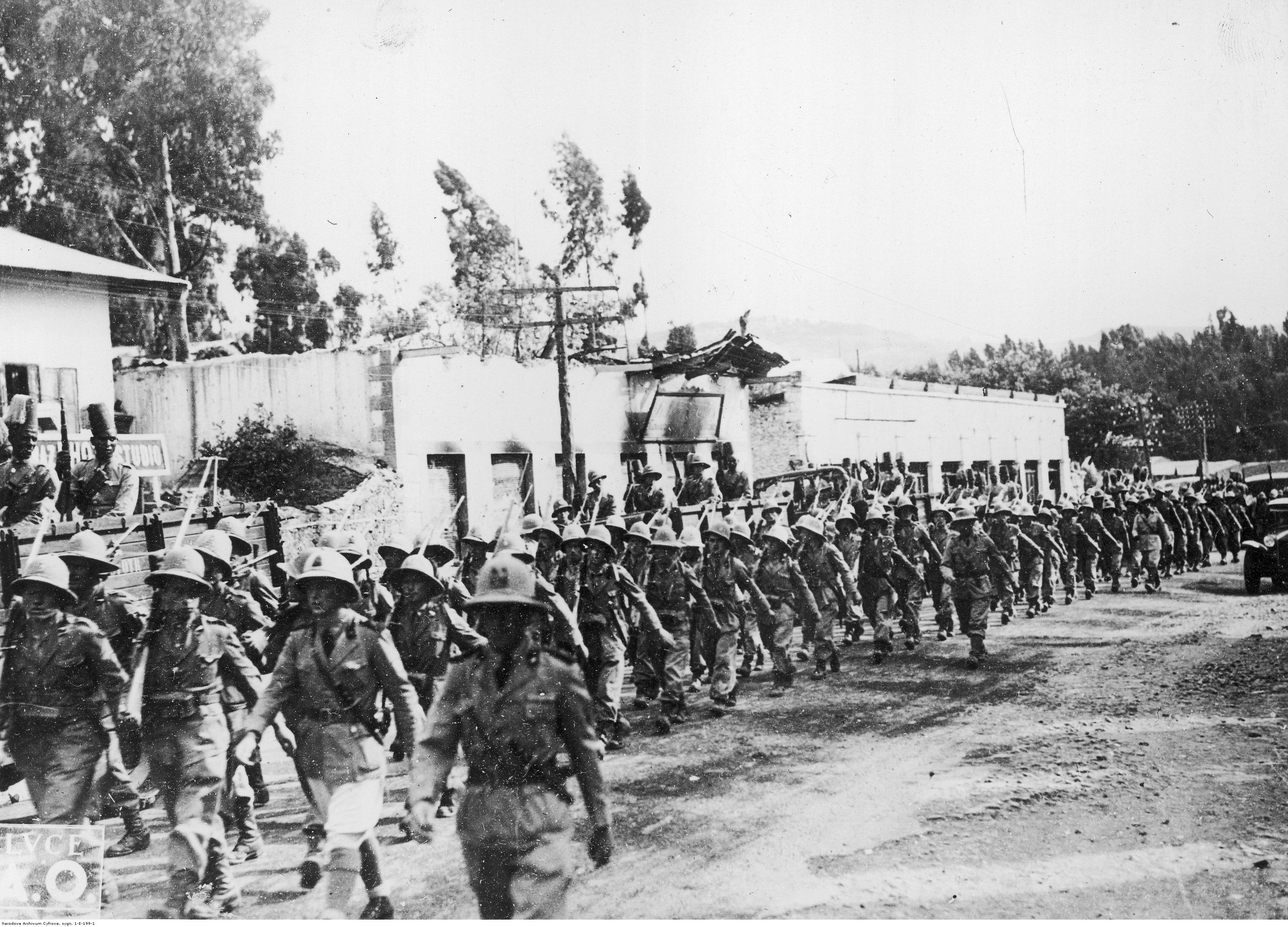
エチオピアの首都アディスアベバに入るイタリア陸軍。第二次エチオピア戦争ではイタリアが短期間にエチオピア全土を占領した。

ボールドウィンの3度目の首相就任の直前に第二次エチオピア戦争が開戦しており、ボールドウィンはイタリア牽制のためには国際連盟を強化する必要があり、そのためには大規模軍拡が必要と判断し、軍拡の全権委任状を受ける目的で総選挙を行うことを企図するようになった。10月16日には選挙綱領起草委員会が設置され、11月14日に総選挙を行うことを決定した。
選挙戦中ボールドウィンは「私は戦争という言葉を使うのに強く反対する」としながらも「集団安全保障を経済的措置に限定するが、イギリス政府はそれと同時に世界平和のために、再軍備を行うことが必要であると考えている」「特定の国に対して一方的な再軍備を行うのではない」「自己の目的ではなく、国際平和のために連盟の枠内でイギリスの軍事力を強化する必要がある」と訴えた。一方野党の労働党は政府の軍拡計画に反対する選挙綱領を掲げた。
選挙の結果、挙国政府は1931年選挙に比して92議席を喪失し、429議席（うち保守党は387議席）となった。労働党は154議席を獲得して勢力を回復。独立自由党は21議席だった。しかし多数派は保守党が維持したので引き続きボールドウィン政権が続くことになった。
総選挙後の12月、サー・サミュエル・ホーア外相とフランス外相ピエール・ラヴァルは、エチオピア戦争を終わらせる協定案を極秘裏に話し合った。協定案はイタリアに有利な内容で、エチオピアの領土の半分をイタリアに割譲するかわりに、英領ソマリランドの一部をエチオピアの失地回復にあてるというものだった。このホーア・ラヴァル秘密協定案はマスコミにすっぱ抜かれ、エチオピア侵略を認めるものとして世論から強い非難を浴び、ホーアは辞任に追い込まれた。首相のボールドウィンも無傷では済まなかった。わずか数週間前の総選挙で「国際連盟による協調」を訴えていたこともあり、矛盾を強く批判され、ボールドウィンの評判を大きく下げた。

#### 対独宥和外交
ドイツでは1933年以来アドルフ・ヒトラー率いる国家社会主義ドイツ労働者党(ナチス)が政権を掌握していた。ボールドウィンはナチスの反共主義の面に期待し、ドイツをソ連共産主義の防波堤にすべく対独宥和外交を基本方針とした。それについてボールドウィンは1936年7月28日の保守党議員団との会合で「我々はヒトラーが『我が闘争』の中で述べているごとく、ドイツが東方進出することを希望している。もし彼が東方に進出するならば、私はボルシェヴィキとナチスが戦争を行うのを見たいものである」と語っている。
1936年3月7日のドイツ軍のラインラント進駐をめぐってボールドウィンは、3月19日に訪英中だったフランス外相ピエール・エティエンヌ・フランダンと秘密会談を行ったが、フランダンが「ヒトラーの野望を阻むには軍事力行使しかない」と主張したのに対し、「イギリスは戦争ができる状態にない」としてフランスの対独強硬外交と関わり合いになるのを断った。
1936年7月に勃発したスペイン内戦をめぐっても、ボールドウィンは外相イーデン（辞任したホーアの後任）に対して「フランスまたは他の諸国が我らをソ連側に立って参戦させようとするかもしれないが、この企みに乗ってはならない」という訓令を与えた。共産主義とファシズムの戦争はスペインの中に押しとどめ、西ヨーロッパの火災にしないのがボールドウィンの考えであった。

#### エドワード8世退位問題
1936年1月に国王ジョージ5世が崩御し、皇太子エドワードがエドワード8世として即位した。エドワード8世は親独派であり、即位するや外交問題についてボールドウィン政府に圧力を加えるようになった。特に1936年3月のラインラント進駐の際にはドイツと戦争にならぬよう政府高官に影響を及ぼしたといわれる。しかしボールドウィンはこうした王の外交介入を快く思っていなかった。
エドワード8世は即位時すでに40過ぎだったが、妃がいなかった。皇太子時代からアーネスト・シンプソンの夫人のアメリカ人女性ウォリス・シンプソンと付き合っていた。1936年10月27日にシンプソン夫妻の離婚が法的に決まると、エドワード8世は彼女と結婚する意思をボールドウィン首相に伝えた。だが伝統を重んじるボールドウィン以下保守党の政治家たちには、二度も離婚歴があり、さらにヨアヒム・フォン・リッベントロップ駐英ドイツ大使との交際歴もあるアメリカ人女性との結婚には反対の声が根強かった。またボールドウィンは自己主張の強い王エドワード8世より、気の弱い王弟ヨーク公アルバートの方がイギリスの王位に向いていると考えるようになり、エドワード8世に結婚するなら退位するよう迫っていく。
一方のエドワード8世は11月16日に国王秘書官のアレック・ハーディングから「速やかにウォリス夫人を国外退去させるように」手紙で求められて衝撃を受けている。これ以降、国王は退位か、貴賤結婚かの間で揺れ動いていく。
同日、エドワード8世がボールドウィン首相を引見した際には退位の意思を伝えていたが、11月25日になって保守党議員の一部が主張していた貴賎相婚（シンプソン夫人を正式な王妃としてではなく、コーンウォール公夫人としてエドワード8世に嫁がせる）を可能とする法整備を要求するようになった。ボールドウィンは「もしそのような方法で結婚をやり遂げようとしておられるなら大きな間違いを犯すことになる」と国王に忠告したという。
1931年1月にインド自治に反対して「影の内閣」から離脱して以来、保守党内の反ボールドウィン派となっていたチャーチルがエドワード8世の主張を支持して取り入ろうとしていた。そのためボールドウィンは、チャーチルが中央党を結成し、エドワード8世から組閣の大命を受けようという宮廷陰謀が進行中と疑っていた。しかし結局チャーチルの中央党結成の試みは賛同議員を40名程度しか集められなかったため成功に至らなかった。

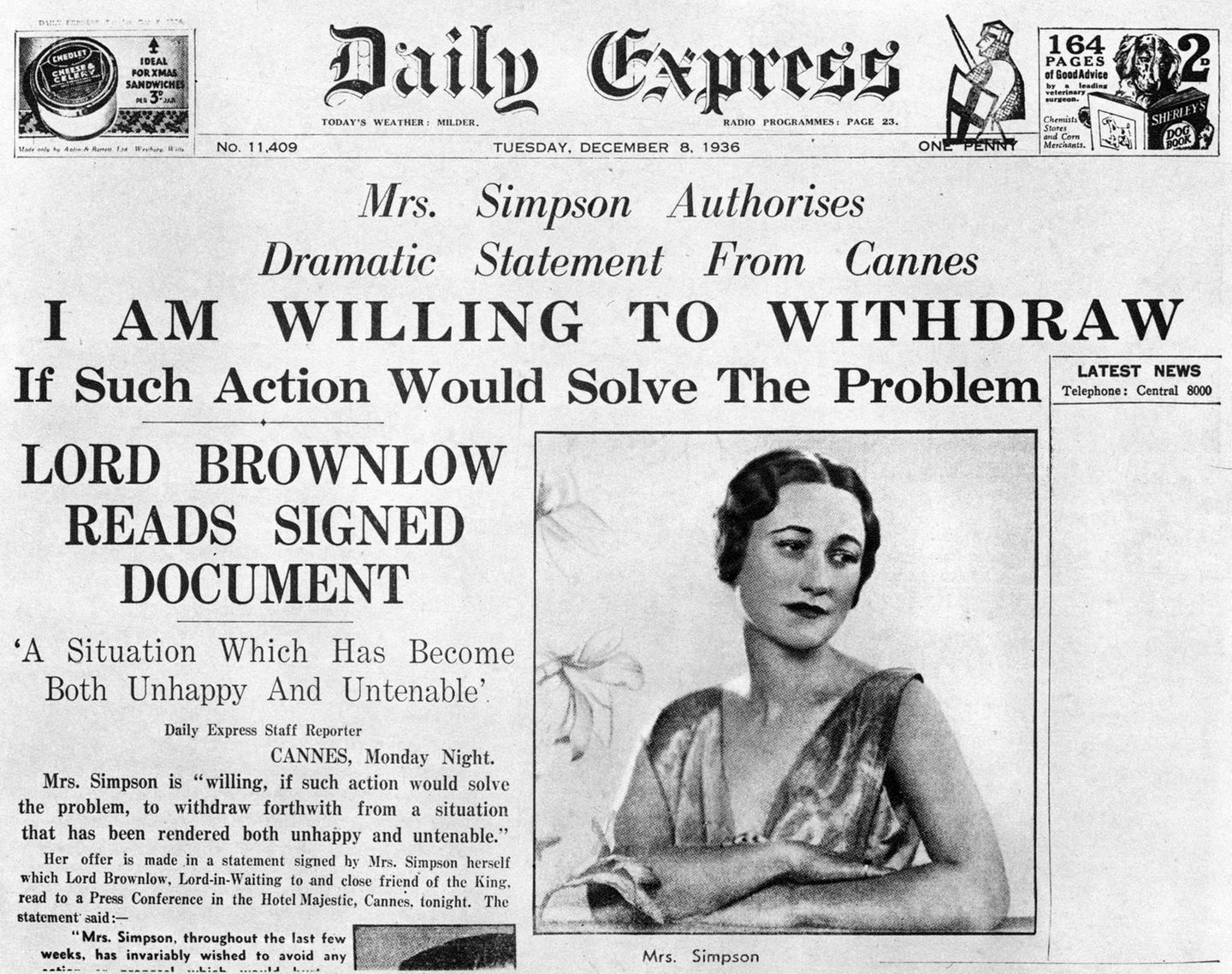
「私が身を引く」とのウォリス夫人の発言を伝える新聞。しかし、国王はこの翌日に退位した。
（『デイリー・エクスプレス』紙、12月8日付）

12月2日、再び国王に拝謁したボールドウィンは貴賎相婚は非現実的であり、望ましくもない。したがってそれに関する法律を制定する見込みはないとする内閣と自治領政府の意思を国王に報告した。12月5日には自治領政府に対し、王がシンプソン夫人との結婚を断念するか、退位するか、いずれかの態度を取るよう王に正式に勧告するよう要請した。それに従ってオーストラリア、南アフリカ連邦、カナダなどが続々と勧告を行った。この圧力を受けてついにエドワード8世は12月9日に退位文書に署名した。翌日10日、ボールドウィンは庶民院で国王退位の発表を行った。演説では『ハムレット』から引用し、「国王の意思は彼のものではない…自分勝手に道をひらくは許されぬ、すべて国民の安否は彼が思いのままにかかっているのだから」と国王の義務を指摘した。
この一件はこれで収束したが、この件を最後にボールドウィンはほとんど政治指導をしなくなった。

#### 退任
ジョージ6世戴冠式の後の1937年5月28日に首相を辞職すると表明した。ボールドウィンは5月26日の最後の閣議において「私は長い間重責から逃れることを希望してきた。今やその時期が到来した。現在同僚と別離することは真に辛いことである。二年前の総選挙時に私は新しい指導者が自分と交代する事が正しいとわかっていた。諸君は人の世の有為転変を味わってきた。このことは私にも言われうることである」と述べた。
ボールドウィン辞職後、ネヴィル・チェンバレンが新たな首相・保守党党首として英国を指導していく。

### 晩年（1937年-1947年）
首相退任直後の1937年6月8日に連合王国貴族爵位のビュードリーのボールドウィン伯爵とコーヴェデール子爵に叙せられ、貴族院議員に列した。
1945年6月に妻のルーシーが死去した。ボールドウィンも晩年には関節炎を患い、スティックなしでは歩けなくなっていた。1947年12月14日に死去。爵位は長男オリヴァー・ボールドウィンが継承した。

## 人物・評価

### 人物

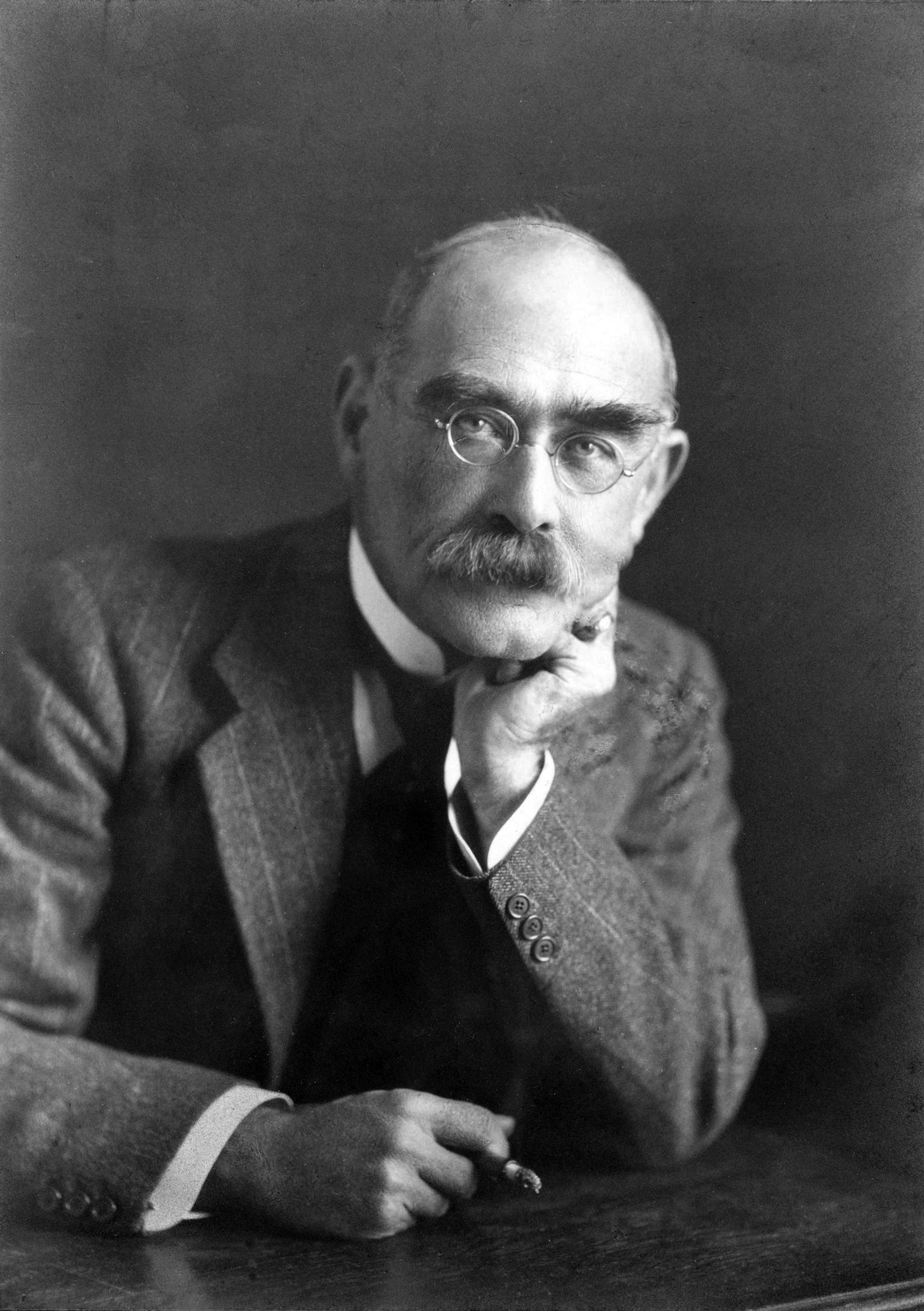
詩人・小説家ラドヤード・キプリング。ボールドウィンの従兄弟にあたる。

- 温厚な性格のため人に命令することが苦手であった。閣僚の陰謀や嫉妬にも手をこまねいて、「同僚の中には私をウスバカだという者もいるし、また他の者はウスバカ以下と考えているらしい。それはよく解る。理解できないのは、そんな大バカの作っている内閣に彼らがなぜ留まると言い張るのかという点である」と語ったという[100]。
- 畑いじり、園芸を好み、自然を愛でるのが好きで散歩も趣味とした[101]。
- 文才があったという。ボールドウィンの従兄弟には小説家ラドヤード・キプリングがおり、そのため本人は謙遜して「誰が天才（キプリング）と競争したいと思うだろうか」と語ったが、キプリングのほうも「文筆で容易に私と張り合えただろう、スタンレーは一族のなかでは本当に文人だ」と述べたという[10]。

### 評価
ピーター・クラークはボールドウィンについて次のように論評している。「彼の基調とは新しい保守主義であり、労働党にははっきりと反対しつつも階級闘争という強硬なレトリックは棚上げにするという、穏健な合意の確立を目指したものだった。」「細部にわたる政策決定は対外的な物であれ、国内的な物であれ、まったくボールドウィンの得意とするところではなく、その点ではディズレーリと似たり寄ったりであった。さらに公衆に対する彼のイメージは、同僚が見ていたイメージと同じだとは限らなかった。同僚は彼の一貫性のなさや、戦略的な物事の把握に明らかに欠けている点などに時に苛立たされていた。国内政策では、政府はチャーチルとネヴィル・チェンバレンにひどく依存していた。」。
歴史家シーマン(L.C.G.seaman)はボールドウィンを次のように論評している。「ボールドウィンの最も重要な特質は、彼の精神が近代的な、知的な、しかも都会的な背景から形成されたのではなく、後期ヴィクトリア朝の着実な中産階級、とくにほとんど大部分地方的な背景から形作られていたことである。ボールドウィン自身、地方的な中産階級の実業家であった。このため、イギリスの一般民衆はボールドウィンを自分たちの代表と見做していたのであった。というのは、彼らもまた革新的な思想家によって影響されず、政治、経済、文学、芸術、生活様式といったあらゆる分野において新機軸を打ち出す人々に疑惑を感じていたからである。とくにボールドウィンの影響力は政界という狭い範囲を超えて拡大し、多くの庶民の態度に及んでいた。このことはボールドウィンが新時代のマスコミを巧みに利用したためだった。すなわち彼の言動は一般民衆の購読する新聞に出ており、またラジオからしばしば演説を行った。このようなマスメディアは、当時のイギリス人の心にスタンリー・ボールドウィンの動揺しない安心感を与える容貌および態度を印象付けるのに役立った」。
また、ケネス・ベイカーは「ボールドウィンの本質は懐柔、譲歩、コンセンサスを得る政治能力にあって、（平時の）紛争解決にその手腕を揮う時に最も冴えわたっていた」と評している。

## 住居

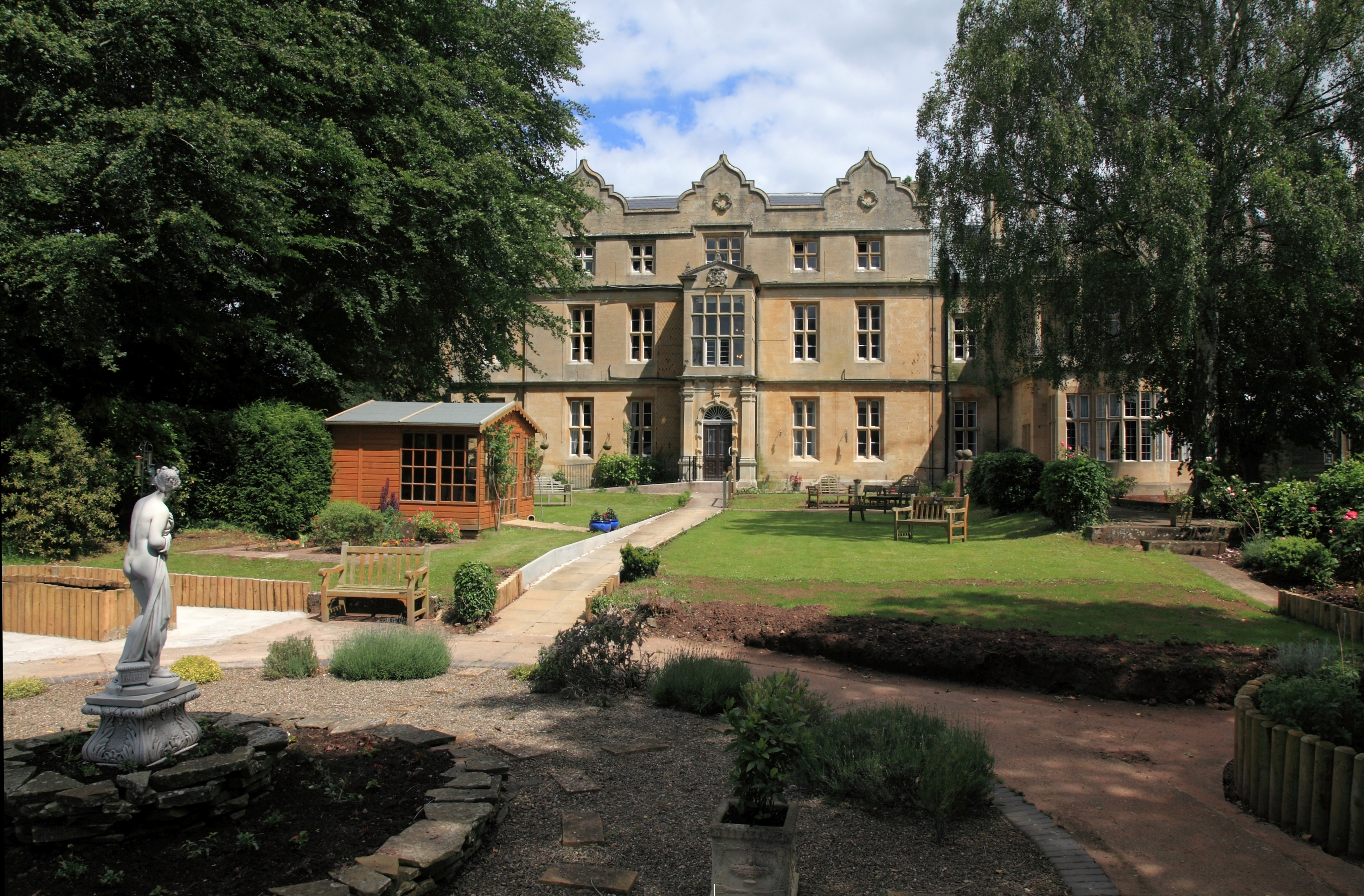
アストリー・ホール

ウスターシャー・アストリーにあるアストリー・ホールを1902年に購入し、以降1947年に死去するまで邸宅とした。ボールドウィンの死後、この邸宅は売却されて学校となった。

## 栄典

### 爵位
1937年6月8日に以下の爵位を新規に叙される。
- ビュードリー（英語版）の初代ボールドウィン伯爵 (1st Earl Baldwin of Bewdley)
(勅許状による連合王国貴族爵位)
- シュロップシャー州におけるコーヴェデール（英語版）の初代コーヴェデール子爵 (1st Viscount Corvedale, of Corvedale in the County of Shropshire)
(勅許状による連合王国貴族爵位)

### 勲章

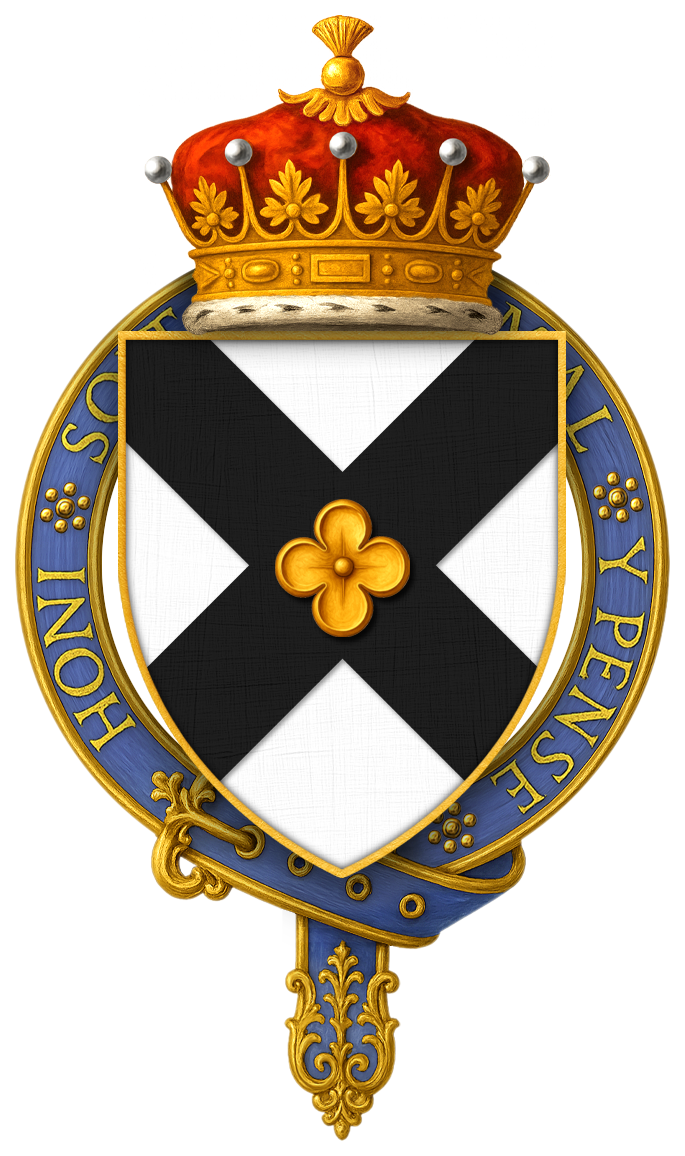
ボールドウィン個人の紋章。伯爵に叙されたこと、ガーター勲章を授けられたことが判る。

- 1937年5月28日、ガーター勲章ナイト (Knight, Order of the Garter, KG)[19]

### 学長職
- 1923年-1926年、エディンバラ大学学長（英語版）(Lord Rector of Edinburgh University)[19]
- 1928年-1931年、グラスゴー大学学長（英語版）(Lord Rector of the University of Glasgow)[19]
- 1929年-1947年、セント・アンドルーズ大学学長（英語版）(Chancellor of St. Andrews University)[19]
- 1930年-1947年、ケンブリッジ大学学長（英語版）(Chancellor of Cambridge University)[19]

### その他
- 1920年、枢密顧問官(Privy Counsellor (PC))[19]
- 1927年、枢密顧問官(カナダ)(Privy Counsellor (PC) [Canada])[19]
- 1927年11月3日、王立協会フェロー(Fellow, Royal Society (FRS))[107]

## 家族

妻ルーシー・ボールドウィン

1892年9月12日にエドワード・ルーカス・リズデール(Edward Lucas Ridsdale)の長女ルーシー・リズデール(1869頃-1945)と結婚。彼女との間に以下の6子を儲けた。
- 第1子(長女)ダイアナ・ルーシー・ボールドウィン (Diana Lucy Baldwin, 1895-1982) - リチャード・マンロー、ついでジョージ・ケンプ＝ウェルチ（英語版）と結婚
- 第2子(次女)レオノーラ・スタンリー・ボールドウィン (Leonora Stanley Baldwin, 1896-1989) - アーサー・ハワード（英語版）と結婚
- 第3子(三女)パメラ・マーガレット・ボールドウィン (Pamela Margaret Baldwin, 1897-1976) - 第2代準男爵（英語版）サー・ハーバート・ハンティントン＝ホワイトリーと結婚
- 第4子(長男)オリヴァー・リズデール・ボールドウィン（英語版） (Oliver Ridsdale Baldwin, 1899-1958) - ビュードリーの第2代ボールドウィン伯爵位を継承
- 第5子(四女)エスター・ルイーザ・ボールドウィン (Esther Louisa Baldwin, 1902-1981) - サラ・ジェイムズと結婚
- 第6子(次男)アーサー・ウィンダム・ボールドウィン（英語版） (Arthur Windham Baldwin, 1904-1976) - ビュードリーの第3代ボールドウィン伯爵位を継承